# Mijaíl Nésterov
Mijaíl Vasílievich Nésterov (en cirílico: Михаил Васильевич Нестеров; Ufá, Imperio ruso; 31 de mayo de 1862-Moscú, 18 de octubre de 1942) fue un pintor ruso, el más destacado representante del simbolismo religioso en su país.

## Biografía

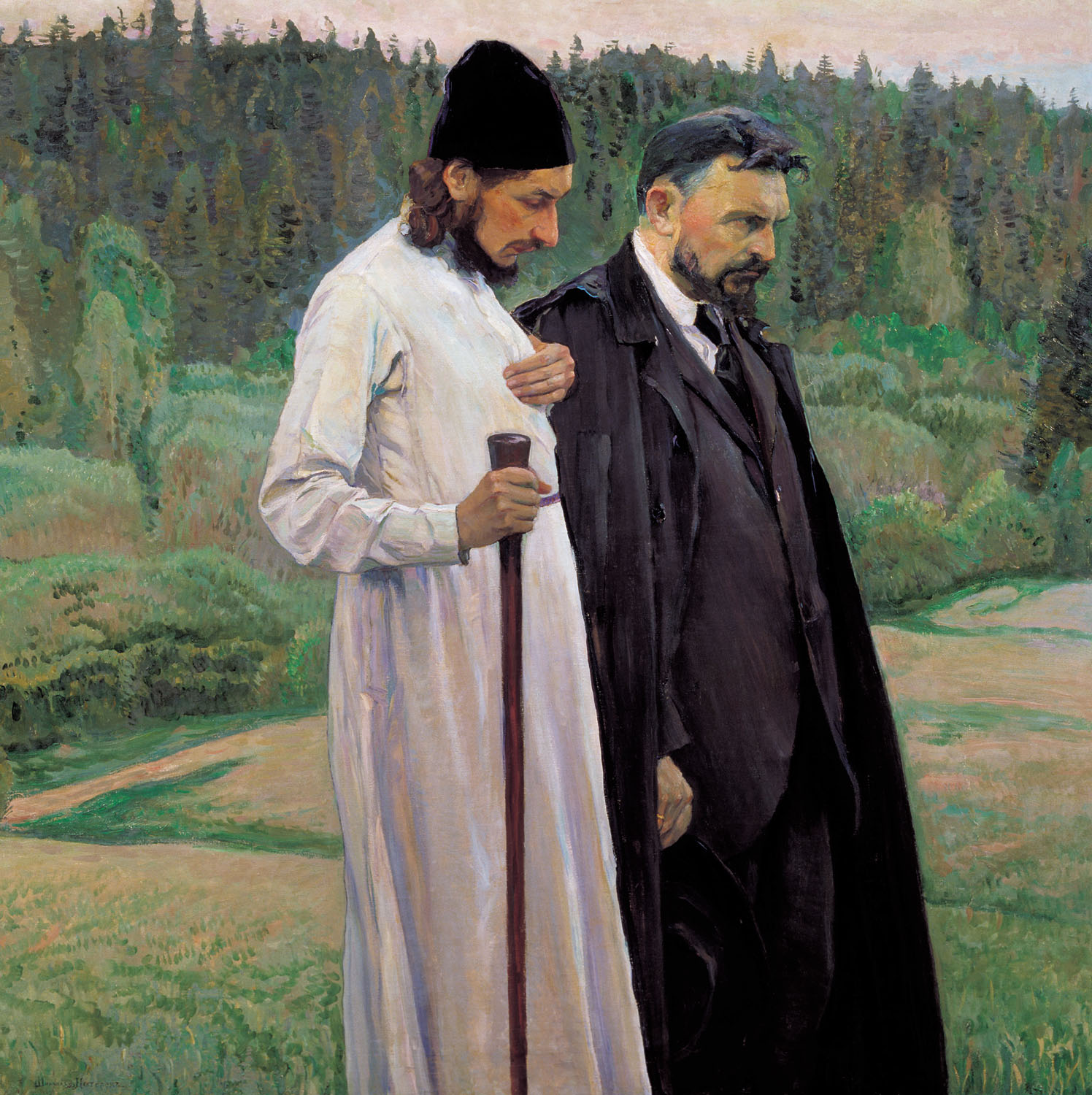
Filósofos (Pável Florenski y Serguéi Bulgákov), 1917. Galería Tretiakov, Moscú.

Recibió clases de Pável Chistiakov en la Academia Imperial de las Artes de San Petersburgo y más tarde se unió al grupo de pintores realistas rusos autodenominados los Peredvízhniki. Su lienzo La visión del joven Bartolomé (1890-91), donde plasma la conversión de Sergio de Rádonezh, está considerado como el inicio del Simbolismo ruso y su primera obra maestra. De 1890 a 1910, Nésterov residió en Kiev y en San Petersburgo, ciudades en las que pintó frescos en la Catedral de San Vladímir (Kiev) y en la Iglesia del Salvador de la Sangre Derramada (San Petersburgo). En 1910 se instaló en Moscú, donde pasará el resto de su vida trabajando para el Convento de Marta y María (Marfo-Mariinski). Fiel devoto de la Iglesia ortodoxa rusa, no apoyó ni simpatizó con la Revolución de Octubre (1917), pero permaneció en la Unión Soviética hasta su muerte. 
Aparte de sus cuadros de asunto religioso, fue un excelente retratista, aunque no abordó este género hasta 1906, ya en plena madurez. Entre otras personalidades, pintó a Iván Ilyín, Iván Pávlov, Otto Schmidt, Vera Mújina o a Pável Florenski.

## Museos

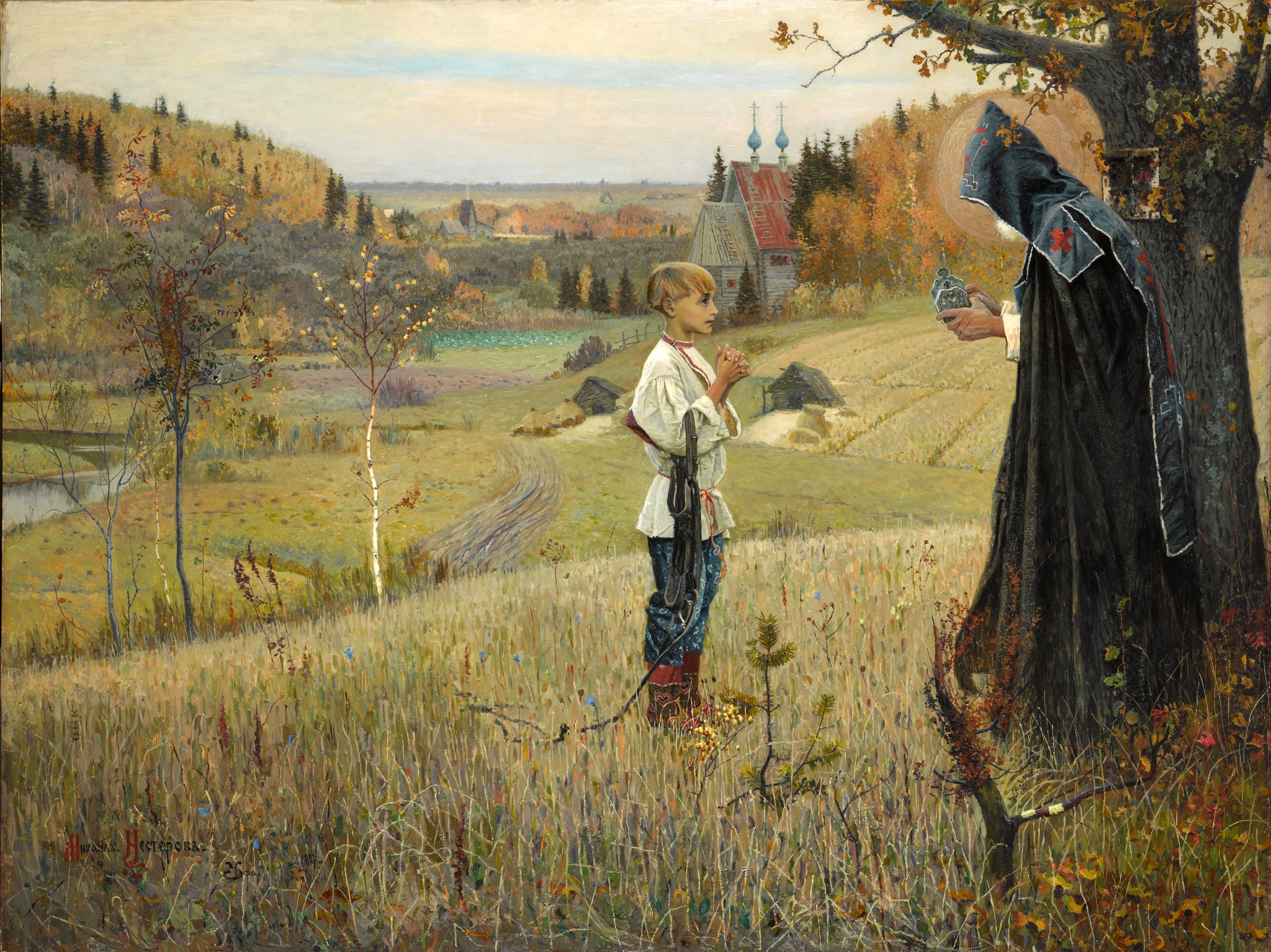
La visión del joven Bartolomé, 1890. Galería Tretiakov, Moscú.

Algunas de las obras maestras de Mijaíl Nésterov se conservan en el Museo Ruso de San Petersburgo y en la Galería Tretiakov de Moscú.